# Ковачевич, Стоян
Стоян Ковачевич (серб. Стојан Ковачевић; 1821, Срджевичи, близ Гацко, Восточная Герцеговина, Османская империя — 1911, Никшич, Черногория) — сербский воевода и харамбаша.

## Биография
Стоян Ковачевич родился в Восточной Герцеговине в 1821 году. Свои ранние годы он провёл в родной деревне, в основном занимаясь земледелием. В молодом возрасте Ковачевич, вместе со своим братом Пятко, начал принимать участие в боестолкновениях с войсками Османской империи, контролировавшими его родной регион. Основные стачки с османскими военнослужащими и нападения на их грузовые эшелоны Ковачевич организовывал на дорогах ведущих в Мостар.
С 1852 по 1862 год, на протяжении всего Восстания в Герцеговине, братья Ковачевичи помогали Луке Вукаловичу. Стоян и Пятко были единственными, кто продолжал борьбу с турками в Герцеговине. За это время, Стоян попадал в многочисленные стычки с турками в Герцеговине. Они особенно прославились в ходе битвы при Граховаце (1858). Пятко и Стоян не прекратить боевые действия даже тогда, когда Лука Вукалович в 1863 заключил соглашение с турками и так закончилось восстание в Герцеговине. Турки попросили Черногорию, остановить их действия. Пятко со своей семьей был взят в плен и отправлен в тюрьму в Никшич, а затем в Мостар, где он и умер в 1865 году. Стоян продолжал подготовку восстания в Герцеговине, и в 1872 году он отправился в Белград в попытке получить помощь и поддержку сербского правительства для нового восстания в Герцеговине. Но по возвращении в Герцеговину был снова пойман людьми князя Николы и передан туркам. Ему удалось бежать из тюрьмы в Мостаре, или он был спасен Николой с условием перестать портить ему отношения с турками. В начале восстания 1875 года, Стоян с его войсками был в первых рядах и не сдавался до конца восстания, участвуя во многих боях от Муратовиц до Вучег До. После Берлинского конгресса и оккупации Боснии и Герцеговины Австро-Венгрией, Стоян не признал нового оккупанта и не сложил оружие, а в 1882 году начал новое Герцеговинское восстание. После завершения восстания, Стоян бежал в Черногорию и был интернирован в Подгорицу, а потом поселился в Никшиче. В 1908 году 87-летний Стоян, вместе с Перо Тунгузом, отправился в Цетинье, где просил разрешения устроить новое восстание в Герцеговине. Он умер в глубокой старости и был похоронен в Никшиче, по просьбе короля Николы, недалеко от новой церкви в Никшиче. С другой стороны церкви был похоронен черногорский герой Новак Рамов Йовович. Король Никола I хотел использовать церковь для своих похорон, что указывает, что здесь похоронены лучшие герцеговинцы и лучшие черногорцы.
Алекса Шантич посвятил ему песню под названием «Стоян Ковачевич».